# La leyenda del unicornio
La leyenda del unicornio es una película española dirigida y escrita por Maite Ruiz de Austri. La idea original proviene de los creativos de Jana Producciones quienes, actualmente, la han recuperado para crear el musical infantil, de gira por toda España tras residir varios meses en teatros madrileños como el Fígaro o el Alcázar Cofidís.

## Sinopsis
Un pequeño unicornio escapa de su casa en el fondo del mar en busca de nuevos amigos en el mundo de la superficie. Cerca de allí, en un tranquilo pueblecito de pescadores, es tan grande la necesidad, que todos los adultos han de hacerse a la mar. Los niños del pueblo se quedan solos y cuando se disponen a jugar y a pasar el día tranquilamente, son asaltados por monstruos que viven en un bosque cercano.En medio de la terrible confusión aparece un mago. Su mensaje es preocupante: el temible unicornio ha hundido el barco de sus padres. Está furioso porque su Cría ha desaparecido y cree que los culpables han sido los pescadores. Sus próximas víctimas serán los niños. También informa que sólo una ofrenda de la más pura inocencia será capaz de amansar a la fiera y señala a Marina, una de las niñas del pueblo.

## Premios
XVI edición de los Premios Goya
| Categoría                   | Persona                     | Resultado |
| --------------------------- | --------------------------- | --------- |
| Mejor película de animación | Mejor película de animación | Nominada  |